# Chelonanthus longistylus
Chelonanthus longistylus är en gentianaväxtart som först beskrevs av Persoon och Maas, och fick sitt nu gällande namn av Struwe och Albert. Chelonanthus longistylus ingår i släktet Chelonanthus och familjen gentianaväxter. Inga underarter finns listade i Catalogue of Life.